# えりぬきアイドルがその場で調べるニュースの結論（略して）バラ売り
『えりぬきアイドルがその場で調べるニュースの結論(略して)バラ売り』（えりぬきアイドルがそのばでしらべるニュースのけつろん りゃくして バラうり）は、2016年1月9日からKawaiian TVで放送されているバラエティ番組・討論番組。

## 概要
政治も含む様々なニュースに対して、アイドルたちがその場で考えを述べ、時には調べた結果を話し合い、自分たちなりの結論を出すべく討論を行う。出演に際し下調べを行う者もいるが、ニュースに無関心で的外れな意見を述べる者もいる。討論中に、携帯電話で検索を行うケースもある。
番組側で用意された内容以外に、アイドル側でニュースを持ち込むコーナー（「メンバー持ち寄りニュース」）も存在する。番組側で用意されるものと比較すると、出演者に身近な内容が多く、飲食物が扱われる場合には、番組中にスタッフのヘイポー(斉藤敏豪)が買い出しに行くのが恒例になっている。
2017年11月18日放送の第48回で日馬富士の起こした傷害事件を題材に討論を行った際にもっと大相撲知るために相撲大会を開くことになり、2017年12月16日放送の第50回で相撲大会を開催した取り組みが白熱し盛り上がったため、定期的に開催されることになった。
2017年8月12日放送の第41回、2017年12月30日放送の第51回、2018年8月25日放送の第67回では総集編が放送された。

### 出演者関連
MCの田村淳以外には、レギュラーや準レギュラーとして公式にうたわれている出演者はいなかったが、2018年10月6日放送の第70回より林愛夏がアシスタントになった。
Kawaiian TVの番組サムネイル画像には、当時特に出演の多かった林愛夏、小泉遥、古森結衣の3ショットが使われている。小泉と小森はそれぞれの所属していたグループ（Doll☆Elements・GALETTe）の解散以降もサムネイル画像は変更されていなかったが2018年6月16日放送の第63回から田村淳、林愛夏、山口めろん、沖口優奈の4人の画像に変更された。
Doll☆Elements・GALETTe以外にも、「出演したアイドルの所属するグループが、程なくして解散に至る」ケースが多いと、番組内で話題に挙がることがある（番組公認の解散グループは2018年9月時点で12組）。
CS放送の終了後もニコニコ生放送の放送は継続されている。その中で行われる「今日良かった人」の投票結果が0%になると半年間の出禁となる。ただし相撲へは出場可能で優勝すれば出禁は解除される。

## 出演者

### 番組MC
- 田村淳(ロンドンブーツ1号2号) - 出演は自由でありスケジュールの都合などで欠席することもある。
- 林愛夏 - アシスタント(2018年10月6日 第70回より)

### 出演回数の多いアイドル
20回以上
- 山口めろん
- 沖口優奈(マジカル・パンチライン)
- 小泉遥(Doll☆Elements[1])
- 古森結衣(GALETTe[1]→転校少女歌撃団)
- 幸重なな(seeDream→Clef Leaf)

### アイドル相撲
2017年11月18日放送の第48回で日馬富士の起こした傷害事件を題材に討論を行った際にもっと大相撲知るために相撲大会を開くことになり、その後定期的に開催されるようになった。
開催時は西田淳裕(キンボシ)が相撲の知識を披露し取り組みでは行司と取り組みの解説を行う。
優勝すると番組から金一封が贈呈され、また出禁になっているアイドルは出禁が解かれる。
3回目の開催時に偶然通りかかったかなで3時のヒロインが横綱と呼ばれ飛び入り参加し優勝者と取り組みを行うことになった。
4回目の開催時も偶然通りかかった体のかなでが飛び入り参加し優勝者と取り込みを行った。
- 2017年12月18日 第50回 優勝 高橋萌(OS☆U)
- 2018年2月10日 第54回 優勝 片桐みほ(seeDream)
- 2018年5月5日 第60回 優勝 板橋加奈(Clef Leaf→Fragrant Drive)
- 2018年9月8日 第68回 優勝 沖口優奈(マジカル・パンチライン)